# Rodio
Il rodio è l'elemento chimico con simbolo Rh.

## Storia
Il termine rodio deriva dal greco "rhodon" che significa "rosa".
Il rodio fu scoperto nel 1803 da William Wollaston. Egli collaborò con Smithson Tennant in un'iniziativa commerciale che in parte consisteva nella produzione di platino puro da vendere. Il primo passo nel processo fu dissolvere il platino ordinario in acqua regia. Non tutto andò in soluzione e rimase un residuo nero.
Tennant indagò su questo residuo e da esso isolò eventualmente osmio e iridio. Wollaston si concentrò invece sulla soluzione di platino dissolto che conteneva anche palladio. Rimosse questi metalli per precipitazione e rimase con una bella soluzione rossa dalla quale ottenne cristalli rosso-rosati. Questi erano cristalli di Esaclororodato di sodio, Na3RhCl6, da cui riuscì infine a produrre un campione del metallo stesso.

## Chimica nucleare
Il rodio ha numero atomico 45, massa atomica pari a 102,9055 g/mol e massa monoisotopica pari a 102,90549 u.

### Isotopi
Il rodio in natura è composto di un solo isotopo (103Rh).
| Nuclide | Z(p)                   | N(n)                   | Massa isotopica (u)    | Emivita                   | Spin       |
| Nuclide | Energia di eccitazione | Energia di eccitazione | Energia di eccitazione | Emivita                   | Spin       |
| ------- | ---------------------- | ---------------------- | ---------------------- | ------------------------- | ---------- |
| 89Rh    | 45                     | 44                     | 88.94884(48)#          | 10# ms [>1.5 µs]          | 7/2+#      |
| 90Rh    | 45                     | 45                     | 89.94287(54)#          | 15(7) ms [12(+9-4) ms]    | 0+#        |
| 90mRh   | 0(500)# keV            | 0(500)# keV            | 0(500)# keV            | 1.1(3) s [1.0(+3-2) s     | 9+#        |
| 91Rh    | 45                     | 46                     | 90.93655(43)#          | 1.74(14) s                | 7/2+#      |
| 91mRh   |                        |                        |                        | 1.46(11) s                | (1/2-)     |
| 92Rh    | 45                     | 47                     | 91.93198(43)#          | 4.3(13) s                 | (6+)       |
| 92mRh   |                        |                        |                        | 4.66(25) s [2.9(+15-8) s] | (>=6+)     |
| 93Rh    | 45                     | 48                     | 92.92574(43)#          | 11.9(7) s                 | 9/2+#      |
| 94Rh    | 45                     | 49                     | 93.92170(48)#          | 70.6(6) s                 | (2+,4+)    |
| 94mRh   | 300(200)# keV          | 300(200)# keV          | 300(200)# keV          | 25.8(2) s                 | (8+)       |
| 95Rh    | 45                     | 50                     | 94.91590(16)           | 5.02(10) min              | (9/2)+     |
| 95mRh   | 543.3(3) keV           | 543.3(3) keV           | 543.3(3) keV           | 1.96(4) min               | (1/2)-     |
| 96Rh    | 45                     | 51                     | 95.914461(14)          | 9.90(10) min              | (6+)       |
| 96mRh   | 52.0(1) keV            | 52.0(1) keV            | 52.0(1) keV            | 1.51(2) min               | (3+)       |
| 97Rh    | 45                     | 52                     | 96.91134(4)            | 30.7(6) min               | 9/2+       |
| 97mRh   | 258.85(17) keV         | 258.85(17) keV         | 258.85(17) keV         | 46.2(16) min              | 1/2-       |
| 98Rh    | 45                     | 53                     | 97.910708(13)          | 8.72(12) min              | (2)+       |
| 98mRh   | 60(50)# keV            | 60(50)# keV            | 60(50)# keV            | 3.6(2) min                | (5+)       |
| 99Rh    | 45                     | 54                     | 98.908132(8)           | 16.1(2) d                 | 1/2-       |
| 99mRh   | 64.3(4) keV            | 64.3(4) keV            | 64.3(4) keV            | 4.7(1) h                  | 9/2+       |
| 100Rh   | 45                     | 55                     | 99.908122(20)          | 20.8(1) h                 | 1-         |
| 100m1Rh | 107.6(2) keV           | 107.6(2) keV           | 107.6(2) keV           | 4.6(2) min                | (5+)       |
| 100m2Rh | 74.78(2) keV           | 74.78(2) keV           | 74.78(2) keV           | 214.0(20) ns              | (2)+       |
| 100m3Rh | 112.0+X keV            | 112.0+X keV            | 112.0+X keV            | 130(10) ns                | (7+)       |
| 101Rh   | 45                     | 56                     | 100.906164(18)         | 3.3(3) a                  | 1/2-       |
| 101mRh  | 157.32(4) keV          | 157.32(4) keV          | 157.32(4) keV          | 4.34(1) d                 | 9/2+       |
| 102Rh   | 45                     | 57                     | 101.906843(5)          | 207.0(15) d               | (1-,2-)    |
| 102mRh  | 140.75(8) keV          | 140.75(8) keV          | 140.75(8) keV          | 3.742(10) a               | 6+         |
| 103Rh   | 45                     | 58                     | 102.905504(3)          | STABLE                    | 1/2-       |
| 103mRh  | 39.756(6) keV          | 39.756(6) keV          | 39.756(6) keV          | 56.114(9) min             | 7/2+       |
| 104Rh   | 45                     | 59                     | 103.906656(3)          | 42.3(4) s                 | 1+         |
| 104mRh  | 128.967(4) keV         | 128.967(4) keV         | 128.967(4) keV         | 4.34(3) min               | 5+         |
| 105Rh   | 45                     | 60                     | 104.905694(4)          | 35.36(6) h                | 7/2+       |
| 105mRh  | 129.781(4) keV         | 129.781(4) keV         | 129.781(4) keV         | 42.9(3) s                 | 1/2-       |
| 106Rh   | 45                     | 61                     | 105.907287(8)          | 29.80(8) s                | 1+         |
| 106mRh  | 136(12) keV            | 136(12) keV            | 136(12) keV            | 131(2) min                | (6)+       |
| 107Rh   | 45                     | 62                     | 106.906748(13)         | 21.7(4) min               | 7/2+       |
| 107mRh  | 268.36(4) keV          | 268.36(4) keV          | 268.36(4) keV          | >10 µs                    | 1/2-       |
| 108Rh   | 45                     | 63                     | 107.90873(11)          | 16.8(5) s                 | 1+         |
| 108mRh  | -60(110) keV           | -60(110) keV           | -60(110) keV           | 6.0(3) min                | (5)(+#)    |
| 109Rh   | 45                     | 64                     | 108.908737(13)         | 80(2) s                   | 7/2+       |
| 110Rh   | 45                     | 65                     | 109.91114(5)           | 28.5(15) s                | (>3)(+#)   |
| 110mRh  | -60(50) keV            | -60(50) keV            | -60(50) keV            | 3.2(2) s                  | 1+         |
| 111Rh   | 45                     | 66                     | 110.91159(3)           | 11(1) s                   | (7/2+)     |
| 112Rh   | 45                     | 67                     | 111.91439(6)           | 3.45(37) s                | 1+         |
| 112mRh  | 330(70) keV            | 330(70) keV            | 330(70) keV            | 6.73(15) s                | (4,5,6)    |
| 113Rh   | 45                     | 68                     | 112.91553(5)           | 2.80(12) s                | (7/2+)     |
| 114Rh   | 45                     | 69                     | 113.91881(12)          | 1.85(5) s                 | 1+         |
| 114mRh  | 200(150)# keV          | 200(150)# keV          | 200(150)# keV          | 1.85(5) s                 | (4,5)      |
| 115Rh   | 45                     | 70                     | 114.92033(9)           | 0.99(5) s                 | (7/2+)#    |
| 116Rh   | 45                     | 71                     | 115.92406(15)          | 0.68(6) s                 | 1+         |
| 116mRh  | 200(150)# keV          | 200(150)# keV          | 200(150)# keV          | 570(50) ms                | (6-)       |
| 117Rh   | 45                     | 72                     | 116.92598(54)#         | 0.44(4) s                 | (7/2+)#    |
| 118Rh   | 45                     | 73                     | 117.93007(54)#         | 310(30) ms                | (4-10)(+#) |
| 119Rh   | 45                     | 74                     | 118.93211(64)#         | 300# ms [>300 ns]         | 7/2+#      |
| 120Rh   | 45                     | 75                     | 119.93641(64)#         | 200# ms [>300 ns]         |            |
| 121Rh   | 45                     | 76                     | 120.93872(97)#         | 100# ms [>300 ns]         | 7/2+#      |
| 122Rh   | 45                     | 77                     | 121.94321(75)#         | 50# ms [>300 ns]          |            |

## Abbondanza e disponibilità
Rh2+ è presente nelle inclusioni ricche di Ca-Al nei meteoriti rispetto alla composizione del sistema solare. Il rodio è presente in diversi minerali in associazione con:
- lo zolfo: andrieslombaardite, bowieite, cuprorhodsite, ezochiite, ferhodsite, ferrotorryweiserite, hollingworthite, irarsite, kingstonite, konderite, miassite, oberthürite, rhodplumsite, shiranuiite e torryweiserite;
- il rame: fleetite e michitoshiite-(Cu);
- l'arsenico: cherepanovite, palladodymite, polkanovite, rhodarsenide e zaccariniite;
- il platino;
- l'iridio;
- il nichel;
- il ferro;
- il palladio: palladodymite;
- l'antimonio: minakawaite;
- il piombo;
- il selenio: zaykovite;
- il rutenio;
- il germanio.

La sua abbondanza nella crosta terrestre è stimata pari a 1 x 10-9 kg/kg. Nel Sole la frazione molare atomica di rodio rispetto al silicio è pari a 4.0 x 10-7 mentre nel sistema solare è stimata pari a 3.44 x 10-7 con un'incertezza dell'8%.
Per molti anni è stato il metallo di gran lunga più prezioso al mondo, con un prezzo che nel luglio 2008 ha superato i 10000 $ per oncia (350 $/g); in seguito il prezzo si è ridotto notevolmente, diventando a inizio 2009 paragonabile a quelli di oro e platino. Nel 2020 le quotazioni sono nuovamente salite, superando di dieci volte quelle dell’oro.

## Caratteristiche atomiche
È il secondo elemento del gruppo 9 del sistema periodico (collocato tra il cobalto e l'iridio), fa quindi parte del blocco d, ed è un elemento di transizione della seconda serie (5° periodo).
| Caratteristica             |                       |
| -------------------------- | --------------------- |
| Configurazione elettronica | [Kr] 4d85s1           |
| Energia di ionizzazione    | 7,45890 eV            |
| Energia di 1ª ionizzazione | 719,675 kJ/mol        |
| Energia di 2ª ionizzazione | 1.744,45 kJ/mol       |
| Energia di 3ª ionizzazione | 2.996,83 kJ/mol       |
| Affinità elettronica       | 1,14291 ± 2,2x10-4 eV |
| Raggio ionico              | 66,5 pm               |

| Seq. Isoel. | Guscio fondamentale | Stato fondamentale | Energia di ionizzazione (eV) |
| ----------- | ------------------- | ------------------ | ---------------------------- |
| Rh          | [Kr]4d85s           | 4F9/2              | 7.45890                      |
| Ru          | [Kr]4d8             | 3F4                | [18.08]                      |
| Tc          | [Kr]4d7             | 4F9/2              | [31.06]                      |
| Mo          | [Kr]4d6             | 5D4                | (42.0)                       |
| Nb          | [Kr]4d5             | 6S5/2              | (63.0)                       |
| Zr          | [Kr]4d4             | 5D0                | (80.0)                       |
| Y           | [Kr]4d3             | 4F3/2              | (97.0)                       |
| Sr          | [Kr]4d2             | 3F2                | (115.1)                      |
| Rb          | [Kr]4d              | 2D3/2              | (135.0)                      |
| Kr          | [Ar]3d104s24p6      | 1S0                | [207.51]                     |
| Br          | [Ar]3d104s24p5      | 2P°3/2             | (228.0)                      |
| Se          | [Ar]3d104s24p4      | 3P2                | (252.1)                      |
| As          | [Ar]3d104s24p3      | 4S°3/2             | (277)                        |
| Ge          | [Ar]3d104s24p2      | 3P0                | (306)                        |
| Ga          | [Ar]3d104s24p       | 2P°1/2             | [331.58]                     |
| Zn          | [Ar]3d104s2         | 1S0                | (389.3)                      |
| Cu          | [Ar]3d104s          | 2S1/2              | [415.97]                     |
| Ni          | [Ar]3d10            | 1S0                | (739)                        |
| Co          | [Ar]3d9             | 2D5/2              | (794)                        |
| Fe          | [Ar]3d8             | 3F4                | (857)                        |
| Mn          | [Ar]3d7             | 4F9/2              | (921)                        |
| Cr          | [Ar]3d6             | 5D4                | (984)                        |
| V           | [Ar]3d5             | 6S5/2              | (1 061)                      |
| Ti          | [Ar]3d4             | 5D0                | (1 131)                      |
| Sc          | [Ar]3d3             | 4F3/2              | (1 202)                      |
| Ca          | [Ar]3d2             | 3F2                | (1 274)                      |
| K           | [Ar]3d              | 2D3/2              | (1 344)                      |
| Ar          | [Ne]3s23p6          | 1S0                | [1 544]                      |
| Cl          | [Ne]3s23p5          | 2P°3/2             | [1 604.9]                    |
| S           | [Ne]3s23p4          | 3P2                | [1 677.6]                    |
| P           | [Ne]3s23p3          | 4S°3/2             | [1 763]                      |
| Si          | [Ne]3s23p2          | 3P0                | [1 851]                      |
| Al          | [Ne]3s23p           | 2P°1/2             | [1 903]                      |
| Mg          | [Ne]3s2             | 1S0                | [2 063]                      |
| Na          | [Ne]3s              | 2S1/2              | [2 129.22]                   |
| Ne          | 1s2s2p6             | 1S0                | [5 018]                      |
| F           | 1s2s2p5             | 2P°3/2             | [5 203]                      |
| O           | 1s2s2p4             | 3P2                | [5 406]                      |
| N           | 1s2s2p3             | (0,3/2)°3/2        | [5 600]                      |
| C           | 1s2s2p2             | 3P0                | [5 940]                      |
| B           | 1s2s2p              | 2P°1/2             | [6 161]                      |
| Be          | 1s2s2               | 1S0                | [6 444]                      |
| Li          | 1s2s                | 2S1/2              | (6 623.262)                  |
| He          | 1s2                 | 1S0                | (27 486.979)                 |
| H           | 1s                  | 2S1/2              | (28 312.031)                 |

## Metodi di preparazione
Il rodio può essere preparato dalla reazione tra il platino metallico concentrato con l'acido nitrico a cui fa seguito un trattamento sequenziale con bisolfato di sodio, idrossido di sodio, acido cloridrico, nitrito di sodio, cloruro di ammonio e acido cloridrico. Il composto così ottenuto viene purificato per cromatografia a scambio ionico e infine precipitato con acido formico.
Il rodio puro viene inoltre ottenuto dalla riduzione termica del suo sale amminico, dicloropentaminorodio, con la polvere risultante che viene compressa in barre, sinterizzata in idrogeno e ridotta di dimensioni con un martello.
È anche possibile estrarre rodio dal combustibile nucleare esaurito, poiché le barre contengono una piccola percentuale di isotopi di rodio. Il rodio proveniente da questa fonte contiene isotopi radioattivi con emivita fino a 45 giorni, perciò il metallo deve essere lasciato in depositi di smaltimento per circa 5 anni finché la sua radioattività non scenda a livelli ritenuti innocui.

## Caratteristiche chimico fisiche
In condizioni standard il rodio si presenta come un solido bianco, duro, duttile e malleabile con una lucentezza grigio-azzurra. I fumi metallici sono invece di un colore tra il grigio-rossastro e il nero. Il rodio è insolubile in acqua e acidi, mentre risulta solubile in bisolfato di potassio e acido solforico concentrato.

### Informazioni strutturali
| Caratteristica       |                         |
| -------------------- | ----------------------- |
| Reticolo cristallino | cubico a facce centrate |
| Raggio atomico       | 2,10Å                   |
| Raggio covalente     | 1,34Å                   |

### Caratteristiche elettroniche
| Caratteristica                       |                        |
| ------------------------------------ | ---------------------- |
| Valenza                              | da 1 a 6, comuni 1 e 3 |
| Stati di ossidazione                 | 5, 4, 3, 2, 1, 0       |
| Elettronegatività (scala di Pauling) | 2,28                   |
| Ioni principali                      | Rh+3, Rh+4, Rh+5, Rh+6 |

### Caratteristiche termodinamiche
| Caratteristica                          |              |              |
| --------------------------------------- | ------------ | ------------ |
| Punto di ebollizione                    | 3.695 °C     | 3.695 °C     |
| Punto di fusione                        | 1.964 °C     | 1.964 °C     |
| Pressione di vapore                     | 1 Pa         | 2015 °C      |
| Pressione di vapore                     | 10 Pa        | 2223 °C      |
| Pressione di vapore                     | 100 Pa       | 2476 °C      |
| Pressione di vapore                     | 1 kPa        | 2790 °C      |
| Pressione di vapore                     | 10 kPa       | 3132 °C      |
| Pressione di vapore                     | 100 kPa      | 3724 °C      |
| Entalpia standard di formazione del gas | 556,9 kJ/mol | 556,9 kJ/mol |
| Entalpia di fusione                     | 26,59 kJ/mol | 26,59 kJ/mol |

### Caratteristiche solido
| Caratteristica             |                     |                     |
| -------------------------- | ------------------- | ------------------- |
| Densità                    | 12,41 g/cm3 a 20 °C | 12,41 g/cm3 a 20 °C |
| Durezza                    | scala di Brinell    | 100                 |
| Durezza                    | scala di Vickers    | 100-120             |
| Suscettibilità mmagnetica  | 9,9 x 10-7 cm3/g    | 9,9 x 10-7 cm3/g    |
| Classificazione Goldchmidt | siderofilo          | siderofilo          |

### Proprietà di trasporto
| Proprietà                      |                          |
| ------------------------------ | ------------------------ |
| Resistività elettrica          | 4.,51 microohm-cm a 0 °C |
| Calore specifico               | 243 J/kg K               |
| Capacità termica dei cristalli | 25,0 J/mol K             |
| Capacità termica del gas       | 21,0 J/mol K             |

## Caratteristiche chimiche
Reagisce violentemente con gli alogeni e, data la sua azione catalitica, può reagire con molti composti organici e inorganici. In particolare reagisce con fluoro, cloro (quando riscaldato), perossido di idrogeno, anidride solforosa (quando riscaldata), BrF5, ClF3, OF2 e diossido di azoto. Questa sua reattività è alla base del potenziale pericolo d'incendio ed esplosione.
Agisce come agente riducente ed è incompatibile con lo zinco (Zn). Può catalizzare reazioni tra altri materiali. La reattività può essere alterata dalla presenza di composti insolubili di rodio, a seconda dei composti specifici e delle loro proporzioni nella miscela. Quando viene fuso assorbe ossigeno. Si ossida lentamente a 6°C.

### Reazioni
{\displaystyle {\ce {C16O16Rh6 (cr) -> 16CO (g) + 6Rh (cr)}}}   ΔrH° = 649 ± 17 kJ/mol
{\displaystyle {\ce {C12O12Rh4 (cr) -> 12CO (g) + 4Rh (cr)}}}   ΔrH° = 498 ± 13 kJ/mol
{\displaystyle {\ce {CH4 + Rh -> HRhCH3}}}

### Metodi di determinazione
Il rodio può essere determinato:
- in matrice acquosa mediante il metodo EPA-NERL 265.1 o EPA-NERL 265.2 che prevedono l'utilizzo della spettroscopia di assorbimento atomico[25]
- nell'aria mediante il metodo NIOSH S188 che prevede l'utilizzo della spettroscopia di assorbimento atomico[26]
- nel catalizzatore platino-rodio mediante spettrometria di assorbimento atomico a forno di grafite[27]

### Precauzioni
Il rodio metallico preparato riscaldando i suoi composti in idrogeno deve essere lasciato raffreddare in un'atmosfera inerte per prevenire l'accensione catalitica dell'idrogeno assorbito al contatto con l'aria.
| Limite di esposizione |                 |
| --------------------- | --------------- |
| IDLH (NIOSH)          | 100 mg Rh/m3    |
| IDLH (OSHA)           | 2 mg/m³         |
| REL-TWA               | 0,001 mg/m³     |
| PEL-TWA               | 0,1 mg/m3       |
| TWA                   | 0,1 mg/m3       |
| TLV                   | 1 mg/m3 (8 ore) |
| TLV-TWA               | 1 mg/m³         |

Può causare irritazione meccanica a seguito di breve esposizione. Non è classificato come carcinogeno. L'esposizione avviene attraverso inalazione e può causare orticaria da contatto. L'esposizione a questo elemento provoca reazioni allergiche di ipersensibilità negli individui suscettibili.

### Composti
- Diseliniuro di rodio (RhSe2)
- Ditellururo di rodio (RhTe2)
- Tricloruro di rodio (RhCl3)
- Trifloruro di rodio (RhF3)
- Tetrafluoruro di rodio (RhF4)
- Esafluoruro di rodio (RhF6)
- Tetrarodio eicosafluoruro (RhF5)4
- Tribromuro di rodio (RhBr3)
- Triioduro di rodio (RhI3)
- Biossido di rodio (RhO2)
- Triossido di rodio (Rh2O3)

## Applicazioni
Il rodio è usato:
- come placcatura resistente alla corrosione per proteggere i servizi in argento dall'ossidazione
- per la realizzazione di specchi ad alta riflettività per proiettori cinematografici e fari
- il rodio spugnoso o nero è utilizzato come catalizzatore in varie reazioni di idrogenazione e ossidazione organica[4], compresa l'ossidazione dell'ammoniaca nella produzione di acido nitrico[32]
- come forte agente complessante[18]
- nelle leghe rodio-platino per filtri e manicotti per l'estrusione di fibre sintetiche, avvolgimenti per forni ad alta temperatura, crogioli da laboratorio
- nei rivestimenti di contatti elettrici
- in alcuni strumenti scientifici
- nei gioielli[32]